# Trelew
Trelew ([treˈleu]) ist eine Stadt im Nordosten der Provinz Chubut im südlichen Argentinien. Die Stadt liegt im Tal des Río Chubut 25 Kilometer westlich der Atlantikküste und hat 99.430 Einwohner (Volkszählung des INDEC, 2010).
Trelew gehört administrativ wie auch die Provinzhauptstadt Rawson zum gleichnamigen Departamento, hat diese jedoch schon seit langer Zeit in Bevölkerungszahl und wirtschaftlicher Bedeutung überrundet und ist heute die zweitgrößte Stadt der Provinz nach Comodoro Rivadavia. Trelew ist eine der walisischen Siedlungen im Tal des Río Chubut, die im 19. Jahrhundert gegründet wurden.

## Klima
Die Stadt Trelew besitzt es ein gemäßigtes und trockenes Klima, ist aber von ständigen Südwinden betroffen.
- In den Wintermonaten (21. Juni bis 21. September) schwanken die Temperaturen zwischen 0 °C und 15 °C, die gefühlte Temperatur zwischen −3 und 12 °C.
- Im Frühling (21. September bis 21. Dezember) und im Herbst (21. März bis 21. Juni) schwanken die Temperaturen zwischen 10 und 20 °C.
- Im Sommer (21. Dezember bis 21. März) steigen die Temperaturen bis zu 38 °C.

|                       | Jan  | Feb  | Mär  | Apr  | Mai  | Jun  | Jul  | Aug  | Sep  | Okt  | Nov  | Dez  |   |      |
| Mittl. Tagesmax. (°C) | 28,5 | 27,8 | 24,6 | 20,6 | 16,0 | 12,0 | 12,1 | 14,6 | 17,6 | 20,9 | 24,7 | 27,0 | ⌀ | 20,5 |
| Mittl. Tagesmin. (°C) | 14,1 | 13,2 | 10,8 | 7,4  | 4,2  | 1,3  | 1,2  | 2,3  | 4,3  | 7,2  | 10,1 | 12,5 | ⌀ | 7,4  |
|                       |      |      |      |      |      |      |      |      |      |      |      |      |   |      |
| Niederschlag (mm)     | 12   | 17   | 19   | 17   | 20   | 14   | 19   | 14   | 11   | 17   | 14   | 14   | Σ | 188  |
|                       |      |      |      |      |      |      |      |      |      |      |      |      |   |      |
| Sonnenstunden (h/d)   | 10,0 | 9,6  | 8,1  | 6,6  | 5,0  | 4,5  | 4,4  | 5,6  | 6,5  | 7,9  | 9,5  | 9,5  | ⌀ | 7,3  |
|                       |      |      |      |      |      |      |      |      |      |      |      |      |   |      |
| Luftfeuchtigkeit (%)  | 38   | 43   | 49   | 52   | 60   | 66   | 65   | 57   | 50   | 46   | 42   | 39   | ⌀ | 50,6 |

| 14,1 |

| 13,2 |

| 10,8 |

| 7,4 |

| 4,2 |

| 1,3 |

| 1,2 |

| 2,3 |

| 4,3 |

| 7,2 |

| 10,1 |

| 12,5 |

| 14,1 |

| 13,2 |

| 10,8 |

| 7,4 |

| 4,2 |

| 1,3 |

| 1,2 |

| 2,3 |

| 4,3 |

| 7,2 |

| 10,1 |

| 12,5 |

## Geschichte

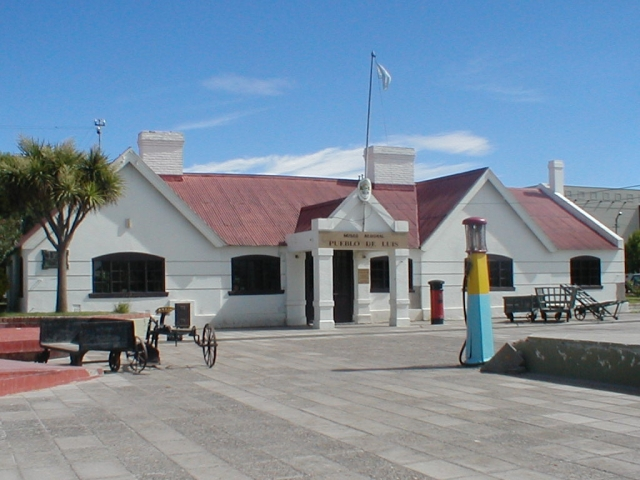
Museum Pueblo de Luis in Trelew, Argentinien

### Trelew im 19. Jahrhundert
Die Siedlung wurde von walisischen Einwanderern gegründet, die Ende des 19. Jahrhunderts in das argentinische Patagonien kamen und mit dem Bau einer Eisenbahn den Neuen Golf mit dem Tal verbinden wollten. Die Landung der Siedler wird jeweils am 28. Juli mit einem Volksfest gefeiert. Die Einwanderer aus Wales waren Protestanten, trotzdem entstanden aufgrund verschiedener Glaubensrichtungen im Laufe der Zeit mehr als 30 Kapellen. So das älteste Gebäude der Stadt, die Kapelle Tabernacl. Sie wurde in der ersten Hälfte des Jahres 1889 von der Methodisten-Calvinisten-Kirche gebaut. Die innere Holzarbeit stammt aus dem Zeitraum um 1910.
Im Januar 1886 wurde der Vertrag mit jenem Unternehmen unterzeichnet, das die Konstruktion der Eisenbahnlinie übernehmen sollte. Unmittelbar danach begannen die Bauherren, Lewis Jones und Thomas Davies mit der Konstruktion. Lewis Jones war der Hauptinitiator beim Bau der Eisenbahn und wurde als Folge dessen auch jene Persönlichkeit, der die regionale wirtschaftlichen Entwicklung zu verdanken war. So entstand der Name des Dorfes Trelew (Tre = Dorf oder Siedlung auf Walisisch und Lew vom Namen Lewis) zu Ehren jenes Bürgers, der die Entwicklung der Kolonie vorwärts trieb.

### Das Massaker von Trelew
Trelew ist für das Massaker von Trelew vom August 1972 berüchtigt, das als eines der schlimmsten Massaker der argentinischen Geschichte gilt. Unter der Militärdiktatur von Alejandro Agustín Lanusse waren damals 25 militante Oppositionelle aus dem Hochsicherheitsgefängnis von Rawson geflohen, kurz darauf wurden 19 von ihnen am Flughafen von Trelew von Regierungstruppen gestellt und 16 von ihnen am 22. August in der Marinebasis der Stadt erschossen. (Drei Gefangene überlebten schwer verletzt, weil sie zur Hinrichtung in Doppelreihen antreten mussten.) Elf von ihnen waren Angehörige der marxistischen Guerillagruppe ERP, dem Hauptgegner des während der Diktatur von 1976 bis 1983 eskalierten „schmutzigen Kriegs“ des Militärs, für den das Massaker als Auftakt gilt.
Drei für die Erschießungen verantwortliche Marineoffiziere wurden erst 2012 zu lebenslanger Haft verurteilt. Der Schriftsteller und ehemalige Guerillakämpfer Francisco Urondo schilderte das Massaker in seinem Werk Das erschossene Vaterland (La Patria fusilada).

## Wirtschaft
Der ehemalige Bahnhof von 1889 stand am Beginn der wirtschaftlichen Entwicklung. Heute ist er ein nationales historisches Denkmal und Sitz des regionalen Museums „Pueblo de Luis“. Von hier wurden die landwirtschaftlichen Produkte nach Puerto Madryn gebracht, wo sie verschifft wurden.
Die Stadt ist vor allem als agroindustrielles Zentrum von Bedeutung. Das Tal des Río Chubut ist fruchtbar und wird vor allem für die Obstproduktion genutzt. Wichtig ist auch der Handel, bei dem Trelew als Versorgungszentrum für die gesamte Region fungiert. Der Flughafen Trelew ist außerdem ein wichtiger Verkehrsknotenpunkt im zentralen Patagonien.

## Sehenswürdigkeiten

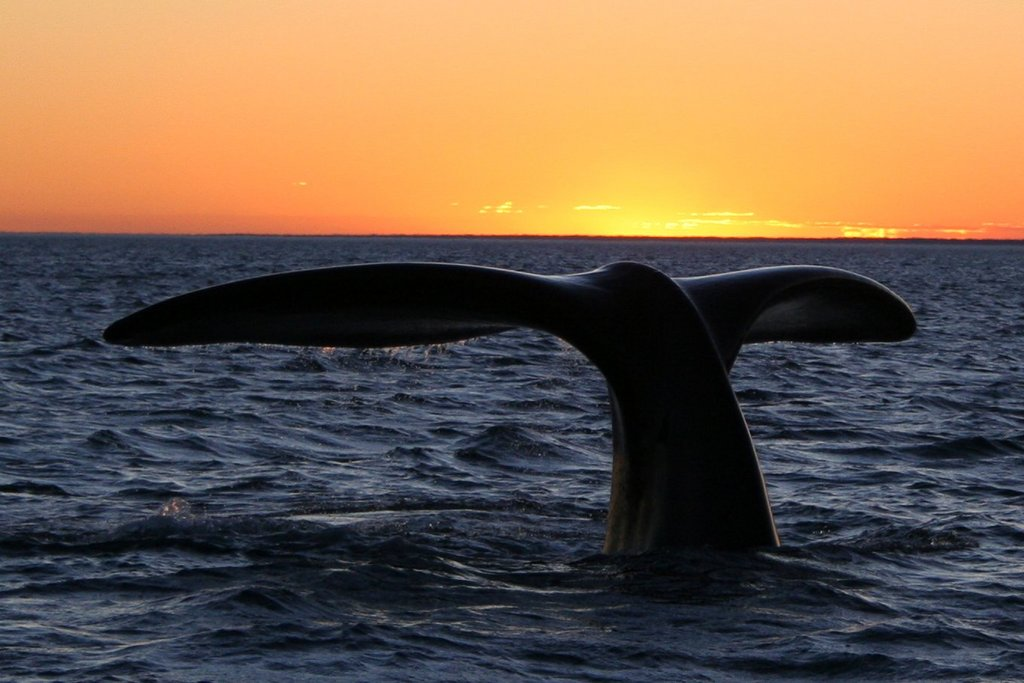
Wale vor der Halbinsel Valdés

- Paläontologisches Museum Egidio Feruglio[8]

- Trelew dient als Ausgangspunkt für Besichtigung der Pinguine bei Punta Tombo oder der Mähnenrobben, See-Elefanten und Wale bei der Halbinsel Valdés.

- Der OMEGA-Sendemast Trelew war bis 1997 Teil des Omega-Navigationsverfahrens und mit 366 m das höchste Bauwerk in Lateinamerika.

## Städtepartnerschaften
- Covilhã, Portugal.
- Albidona, Italien.
- Caernarfon, Wales.

## Persönlichkeiten
- Daniel Pérez (* 1975), argentinisch-chilenischer Fußballspieler
- Evangelina Thomas (* 1991), Leichtathletin